# Mandria (Bezirk Paphos)
Mandria (griechisch Μανδριά, türkisch Yeşilova, auch Mandirga) ist eine Gemeinde im Bezirk Paphos in der Republik Zypern. Bei der Volkszählung im Jahr 2021 hatte sie 1127 Einwohner.

## Lage und Umgebung

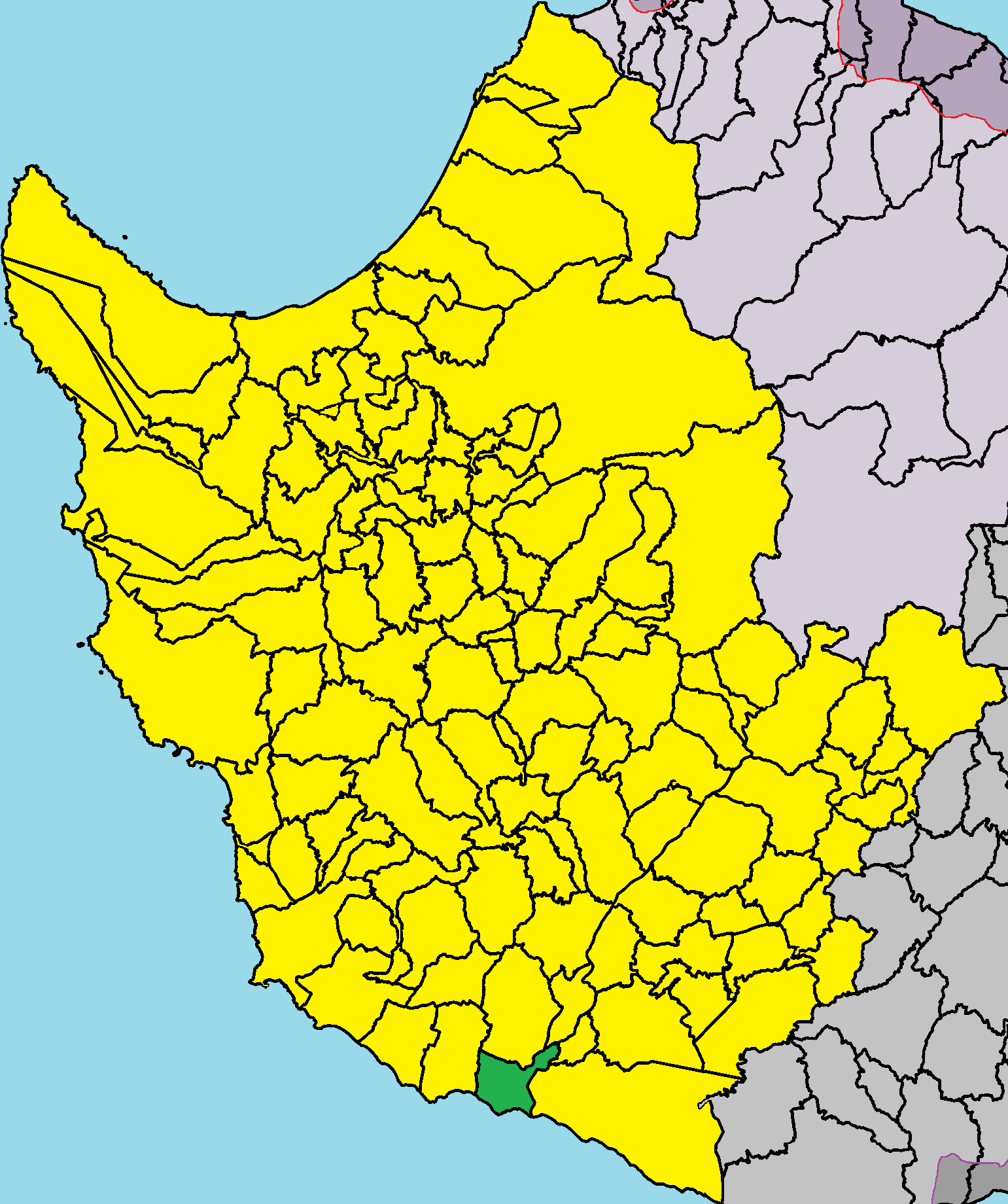
Lage im Bezirk Paphos

Mandria liegt im Süden der Mittelmeerinsel Zypern auf einer Höhe von etwa 20 Metern, etwa 15 Kilometer südöstlich von Paphos, 55 Kilometer von Limassol und 140 Kilometer von Nikosia entfernt. Das 7,66978 Quadratkilometer große Dorf grenzt im Norden an Anarita und Finikas, im Osten an Nikoklia und Kouklia und im Westen an Timi. Der südliche Teil seines Verwaltungsgebiets liegt an der Küste. Das Dorf kann über die Straßen A6 und B6 erreicht werden.
Die durchschnittliche jährliche Niederschlagsmenge beträgt rund 430 Millimeter. In der Umgebung werden Zitrusfrüchte, Tafelreben, Obstbäume, Erdnüsse, Bohnen, Getreide, Zierpflanzen, Oliven und eine große Vielfalt an Gemüse angebaut. Geologisch betrachtet wird das Gemeindegebiet des Dorfes von den Sedimenten der Terrassen, den Ablagerungen der Pachnas-Formation (wechselnde Schichten aus Kreiden, Mergeln und Sandsteinen) und insbesondere den jüngsten alluvialen Ablagerungen des Holozäns dominiert.

## Geschichte
Mandria, das in einem Weinbaugebiet lag, hatte in den Augen der Briten, die die Insel 1878 vom Osmanischen Reich übernahmen, ein hohes Entwicklungspotential. Daher erreichte bereits 1882 eine erste Telefonverbindung in ein Dorf des Hinterlandes Mandria, indem es mit Limassol verbunden wurde. Während des Zweiten Weltkriegs schätzte das britische Militär die Dörfer Arsos, Platres, Omodos und Mandria als besonders pro-deutsch ein, ja, man vermutete dort sogar „feindliche Zellen“ (enemy cells).
Das Dorf war nach 1963/64 eine der zahlreichen türkischsprachigen Enklaven auf Zypern. Bewohner aus benachbarten türkischen Dörfern, die in ihren Ortschaften nicht bleiben wollten oder durften, wurden hier aufgenommen. 1971 zählte Richard Patrick 200 Zyperntürken, die aus Dörfern in der Umgebung geflohen waren und in Mandria aufgenommen wurden. Im Oktober 1972 kam es zu einer Konfrontation bewaffneter Männer der Gemeinde und aus griechischen Nachbargemeinden, die eine österreichische Einheit der UNO verhindern konnte, indem sie die Bewaffneten auseinanderdrängte. Der Abt des Klosters Kykko und die EVKAF konnten einen Kompromiss über den zugrundeliegenden Landstreit aushandeln.
Als am 20. Juli 1974 türkische Truppen im Norden der Insel einmarschierten, griff die zyprische Nationalgarde das Dorf an, da es von hoher strategischer Bedeutung war. Die Kämpfe dauerten einen Tag und dabei kam es zu vielen Verletzten. Nach dem Ende der Kämpfe wurden alle zyperntürkischen Männer, die im kampffähigen Alter waren, in einem Lager für Kriegsgefangene in Geroskipou interniert, wo sie 66 Tage lang festgehalten wurden, um dann gegen Kriegsgefangene aus dem Norden ausgetauscht zu werden. Die zurückgelassenen Zivilisten mussten im Süden warten, bis sie am 1. September 1975 unter einer Eskorte der UNFICYP gleichfalls in den Norden umgesiedelt wurden. Diese leben heute in Alsancak bei Kyrenia, Lapta und Morfou/Güzelyurt. Die Gesamtzahl der vertriebenen Bewohner wird mit 450 bis 500 angegeben.

### Bevölkerungsentwicklung
Mandria war vor 1974 mehrheitlich durch Zyperntürken bewohnt. 1946 zählte man im Ort 329 Zyperntürken und 75 Zyperngriechen. Bei den bürgerkriegsähnlichen Zuständen flohen die griechischen Bewohner in umgelegene, mehrheitlich griechisch bewohnte Dörfer, so dass 1960 413 Zyperntürken und ein Zyperngrieche gezählt wurden. 1973 waren es 642 Zyperntürken. Diese siedelten nach 1974 in den Norden der Insel.
Heute wird Yeşilova/Mandria durch Zyperngriechen, die aus dem Norden der Insel in den Süden umsiedeln mussten bewohnt. Bei der Volkszählung 2001 zählte man 360 Zyperngriechen.
Die folgende Tabelle zeigt die Bevölkerung des Dorfes, wie sie in den in Zypern durchgeführten Volkszählungen erfasst wurde.
| Jahr      | 1881 | 1891 | 1901 | 1911 | 1921 | 1931 | 1946 | 1960 | 1976 | 1982 | 1992 | 2001 | 2011 | 2021 |
| Einwohner | 149  | 179  | 198  | 216  | 287  | 272  | 404  | 414  | 409  | 488  | 417  | 360  | 893  | 1127 |